# Майнор Фігероа
Майнор Фігероа (ісп. Maynor Figueroa, нар. 2 травня 1983, Хутіапа) — гондураський футболіст, захисник англійського «Галл Сіті» та національної збірної Гондурасу.

## Клубна кар'єра
Народився 2 травня 1983 року в місті Хутіапа. Вихованець футбольної школи клубу «Депортіво Вікторія». Дорослу футбольну кар'єру розпочав 1999 року в основній команді того ж клубу, в якій провів чотири сезони, взявши участь у 24 матчах чемпіонату.
Своєю грою за цю команду привернув увагу представників тренерського штабу клубу «Олімпія», до складу якого приєднався 2003 року. Відіграв за клуб з Тегусігальпи наступні п'ять сезонів своєї ігрової кар'єри. Більшість часу, проведеного у складі «Олімпії», був основним гравцем захисту команди.
2008 року перебрався до Англії, уклавши контракт з клубом «Віган Атлетік», у складі якого провів наступні п'ять років своєї кар'єри гравця. Граючи у складі «Віган Атлетік» також здебільшого виходив на поле в основному складі команди.
До складу клубу «Галл Сіті» приєднався 17 червня 2013 року на умовах вільного агента.

## Виступи за збірну
2003 року дебютував в офіційних матчах у складі національної збірної Гондурасу. Відтоді провів у формі головної команди країни 102 матчі, забивши 3 голи.
У складі збірної був учасником розіграшу Золотого кубка КОНКАКАФ 2005 року у США, розіграшу Золотого кубка КОНКАКАФ 2007 року у США, чемпіонату світу 2010 року у ПАР, розіграшу Золотого кубка КОНКАКАФ 2011 року у США.
Включений до складу збірної для участі у фінальній частині чемпіонату світу 2014 року у Бразилії.